# Детско-юношеская футбольная лига Украины
Детско-юношеская футбольная лига Украины (ДЮФЛ Украины, ДЮФЛУ) — объединение детско-юношеских спортивных заведений Украины, которое занимается непосредственно организацией и проведением Всеукраинских соревнований по футболу среди команд детско-юношеских спортивных заведений.
Термин Детско-юношеская футбольная лига Украины (ДЮФЛ) также применяется к самим соревнованиям, организованных Лигой.

## Организационные основы
Детско-юношеские турниры на Украине начали проводиться с 1998 года, а непосредственно сама ДЮФЛУ была официально организована 2 марта 2001 года.
Членами объединения являются детско-юношеские спортивные заведения Украины:
- детско-юношеские спортивные заведения профессиональных футбольных клубов;
- училища олимпийского резерва (УОР);
- училища физической культуры (УФК);
- спортивные детско-юношеские школы олимпийского резерва (СДЮШОР);
- детско-юношеские спортивные школы (ДЮСШ);
- детско-юношеские футбольные клуб (ДЮФК).

## Руководство
Президент
- Виталий Петрович Борт

Первый вице-президент
- Станислав Александрович Кочубинский

Вице-президенты
- Александр Александрович Сопко
- Александр Алексеевич Ищенко
- Валерий Васильевич Золотухин

## Соревнования среди команд детско-юношеских спортивных заведений
Всеукраинские соревнования по футболу среди команд детско-юношеских спортивных заведений, которые организовывает и проводит ДЮФЛ под контролем Федерации футбола Украины, проходят ежегодно, в 4-х возрастных категориях в высшей лиге (до 14, до 15, до 16 и до 17 лет) и в 3-х возрастных категориях в первой лиге (до 15, до 17 и до 19 лет). С 1998 по 2001 высшая лига (которая в то время была единственной) была представлена только 2-мя возрастным категориям, а первая лига в период 2001—2004 годов имела и еще две дополнительные категории (до 14 и до 16 лет) по сравнению с современным форматом.
Соревнования в каждой из лиг происходят в сформированных по территориальному принципу группах. В сезоне 2009/10 соревнования проходили в 4 группах по 10 команд в высшей лиге и в 8 группах по 10 команд в первой лиге. По завершении групповых турниров в каждой из лиг проходят финальные турниры с участием лучших по результатами группового этапа команд.

### Все призёры

#### Чемпионат

##### Уровень І

###### Высшая лига (1998—2020)
| Сезон   | Возраст участников                                                         | Год рождения                                                               | Чемпион                                                                    | 2-е место                                                                  | 3-е место                                                                  | Лучший игрок финального турнира                                            | Ист.                                                                       |
| ------- | -------------------------------------------------------------------------- | -------------------------------------------------------------------------- | -------------------------------------------------------------------------- | -------------------------------------------------------------------------- | -------------------------------------------------------------------------- | -------------------------------------------------------------------------- | -------------------------------------------------------------------------- |
|         |                                                                            |                                                                            |                                                                            |                                                                            |                                                                            |                                                                            |                                                                            |
| 1998-99 | младшие                                                                    |                                                                            | «Смена-Оболонь» (Киев)                                                     | «УФК-Карпаты» (Львов)                                                      | «Динамо» (Киев)                                                            |                                                                            |                                                                            |
| 1998-99 | старшие                                                                    |                                                                            | «Динамо» (Киев)                                                            | ДВУОР (Донецк)                                                             | «Металлург» (Запорожье)                                                    |                                                                            |                                                                            |
|         |                                                                            |                                                                            |                                                                            |                                                                            |                                                                            |                                                                            |                                                                            |
| 1999-00 | младшие                                                                    |                                                                            | «Шахтёр» (Донецк)                                                          | «Кривбасс» (Кривой Рог)                                                    | «Металлург» (Запорожье)                                                    |                                                                            |                                                                            |
| 1999-00 | старшие                                                                    |                                                                            | «Кривбасс» (Кривой Рог)                                                    | «Шахтёр» (Донецк)                                                          | «Шахтёр-2» (Донецк)                                                        |                                                                            |                                                                            |
|         |                                                                            |                                                                            |                                                                            |                                                                            |                                                                            |                                                                            |                                                                            |
| 2000-01 | младшие                                                                    |                                                                            | «Волынь» (Луцк)                                                            | «Шахтёр» (Донецк)                                                          | «Металлург» (Запорожье)                                                    |                                                                            |                                                                            |
| 2000-01 | старшие                                                                    |                                                                            | «Динамо» (Киев)                                                            | «Шахтёр-2» (Донецк)                                                        | «Шахтёр» (Донецк)                                                          |                                                                            |                                                                            |
|         |                                                                            |                                                                            |                                                                            |                                                                            |                                                                            |                                                                            |                                                                            |
| 2001-02 | U-14                                                                       |                                                                            | «Шахтёр» (Донецк)                                                          | «Динамо» (Киев)                                                            | «Атлант-Кремез» (Кременчуг)                                                |                                                                            |                                                                            |
| 2001-02 | U-15                                                                       |                                                                            | «Смена-Оболонь» (Киев)                                                     | РВУФК (Киев)                                                               | «Локомотив» (Киев)                                                         |                                                                            |                                                                            |
| 2001-02 | U-16                                                                       |                                                                            | «Шахтёр» (Донецк)                                                          | «Днепромайн» (Днепропетровск)                                              | «Динамо» (Киев)                                                            |                                                                            |                                                                            |
| 2001-02 | U-17                                                                       |                                                                            | РВУФК (Киев)                                                               | «Днепромайн» (Днепропетровск)                                              | «Шахтёр» (Донецк)                                                          |                                                                            |                                                                            |
|         |                                                                            |                                                                            |                                                                            |                                                                            |                                                                            |                                                                            |                                                                            |
| 2002-03 | U-14                                                                       |                                                                            | «Шахтёр» (Донецк)                                                          | «Локомотив» (Киев)                                                         | «Динамо» (Киев)                                                            |                                                                            |                                                                            |
| 2002-03 | U-15                                                                       |                                                                            | «Локомотив» (Киев)                                                         | «Фемида-Интер» (Луцк)                                                      | «Атлант» (Кременчуг)                                                       |                                                                            |                                                                            |
| 2002-03 | U-16                                                                       |                                                                            | «Локомотив» (Киев)                                                         | «Шахтёр» (Донецк)                                                          | «Металлург» (Запорожье)                                                    |                                                                            |                                                                            |
| 2002-03 | U-17                                                                       |                                                                            | «Шахтёр» (Донецк)                                                          | «Фемида-Интер» (Луцк)                                                      | «Карпаты» (Львов)                                                          |                                                                            |                                                                            |
|         |                                                                            |                                                                            |                                                                            |                                                                            |                                                                            |                                                                            |                                                                            |
| 2003-04 | U-14                                                                       |                                                                            | «Шахтёр» (Донецк)                                                          | «Отрадный» (Киев)                                                          | «Волынь» (Луцк)                                                            |                                                                            |                                                                            |
| 2003-04 | U-15                                                                       |                                                                            | «Динамо» (Киев)                                                            | «Отрадный» (Киев)                                                          | «Шахтёр» (Донецк)                                                          |                                                                            |                                                                            |
| 2003-04 | U-16                                                                       |                                                                            | «Шахтёр» (Донецк)                                                          | «Динамо» (Киев)                                                            | «Отрадный» (Киев)                                                          |                                                                            |                                                                            |
| 2003-04 | U-17                                                                       |                                                                            | «Шахтёр» (Донецк)                                                          | «Динамо» (Киев)                                                            | «Металлург» (Запорожье)                                                    |                                                                            |                                                                            |
|         |                                                                            |                                                                            |                                                                            |                                                                            |                                                                            |                                                                            |                                                                            |
| 2004-05 | U-14                                                                       |                                                                            | «Динамо» (Киев)                                                            | «Шахтёр» (Донецк)                                                          | «Арсенал-Киев» (Киев)                                                      |                                                                            |                                                                            |
| 2004-05 | U-15                                                                       |                                                                            | «Динамо» (Киев)                                                            | «Карпаты» (Львов)                                                          | РВУФК (Киев)                                                               |                                                                            |                                                                            |
| 2004-05 | U-16                                                                       |                                                                            | «Динамо» (Киев)                                                            | «Металлург» (Донецк)                                                       | «Отрадный» (Киев)                                                          |                                                                            |                                                                            |
| 2004-05 | U-17                                                                       |                                                                            | «Динамо» (Киев)                                                            | «Шахтёр» (Донецк)                                                          | «Отрадный» (Киев)                                                          |                                                                            |                                                                            |
|         |                                                                            |                                                                            |                                                                            |                                                                            |                                                                            |                                                                            |                                                                            |
| 2005-06 | U-14                                                                       |                                                                            | «Отрадный» (Киев)                                                          | РВУФК (Киев)                                                               | «Шахтёр» (Донецк)                                                          |                                                                            |                                                                            |
| 2005-06 | U-15                                                                       |                                                                            | «Шахтёр» (Донецк)                                                          | «Динамо» (Киев)                                                            | «Металлург» (Запорожье)                                                    |                                                                            |                                                                            |
| 2005-06 | U-16                                                                       |                                                                            | РВУФК (Киев)                                                               | «Динамо» (Киев)                                                            | «Шахтёр» (Донецк)                                                          |                                                                            |                                                                            |
| 2005-06 | U-17                                                                       |                                                                            | «Динамо» (Киев)                                                            | РВУФК (Киев)                                                               | «Шахтёр» (Донецк)                                                          |                                                                            |                                                                            |
|         |                                                                            |                                                                            |                                                                            |                                                                            |                                                                            |                                                                            |                                                                            |
| 2006-07 | U-14                                                                       |                                                                            | «Шахтёр» (Донецк)                                                          | «Олимпик» (Донецк)                                                         | «Отрадный» (Киев)                                                          |                                                                            |                                                                            |
| 2006-07 | U-15                                                                       |                                                                            | «Динамо» (Киев)                                                            | «Шахтёр» (Донецк)                                                          | РВУФК (Киев)                                                               |                                                                            |                                                                            |
| 2006-07 | U-16                                                                       |                                                                            | «Шахтёр» (Донецк)                                                          | «Арсенал-Киев» (Киев)                                                      | «Динамо» (Киев)                                                            |                                                                            |                                                                            |
| 2006-07 | U-17                                                                       |                                                                            | РВУФК (Киев)                                                               | «Интер-Лилия» (Днепропетровск)                                             | «Молодёжь»-ДЮСШ (Полтава)                                                  |                                                                            |                                                                            |
|         |                                                                            |                                                                            |                                                                            |                                                                            |                                                                            |                                                                            |                                                                            |
| 2007-08 | U-14                                                                       | 1994                                                                       | «Шахтёр» (Донецк)                                                          | «Металлург» (Запорожье)                                                    | «Динамо» (Киев)                                                            | Владлен Юрченко («Шахтёр», 5 мячей)                                        | [ 1 ]                                                                      |
| 2007-08 | U-15                                                                       | 1993                                                                       | «Динамо» (Киев)                                                            | «Шахтёр» (Донецк)                                                          | «BRW-ВИК» (Владимир-Волынский)                                             | Александр Марковец (ВRW-BИK, 4 мяча)                                       | [ 2 ]                                                                      |
| 2007-08 | U-16                                                                       | 1992                                                                       | «BRW-ВИК» (Владимир-Волынский)                                             | «Олимпик» (Донецк)                                                         | «Шахтёр» (Донецк)                                                          | Филипп Будковский («Шахтёр», ? мячей)                                      | [ 3 ]                                                                      |
| 2007-08 | U-17                                                                       | 1991                                                                       | «Шахтёр» (Донецк)                                                          | «Динамо» (Киев)                                                            | «Арсенал» (Киев)                                                           | Егор Картушов («Шахтёр», ? мячей)                                          | [ 4 ]                                                                      |
|         |                                                                            |                                                                            |                                                                            |                                                                            |                                                                            |                                                                            |                                                                            |
| 2008-09 | U-14                                                                       | 1995                                                                       | «Динамо» (Киев)                                                            | «BRW-ВИК» (Владимир-Волынский)                                             | «Металлист» (Харьков)                                                      | Сергей Каретник («Динамо»)                                                 | [ 5 ]                                                                      |
| 2008-09 | U-15                                                                       | 1994                                                                       | «Динамо» (Киев)                                                            | «Шахтёр» (Донецк)                                                          | УФК (Львов)                                                                | Ахлетдин Исраилов («Динамо»)                                               | [ 6 ]                                                                      |
| 2008-09 | U-16                                                                       | 1993                                                                       | «Шахтёр» (Донецк)                                                          | «ДЮСШ-11 Черноморец» (Одесса)                                              | РВУФК (Киев)                                                               | Иван Луканюк («Шахтёр»)                                                    | [ 7 ]                                                                      |
| 2008-09 | U-17                                                                       | 1992                                                                       | «Динамо» (Киев)                                                            | «Металлург» (Донецк)                                                       | «Шахтёр» (Донецк)                                                          | Александр Караваев («Шахтёр»)                                              | [ 8 ]                                                                      |
|         |                                                                            |                                                                            |                                                                            |                                                                            |                                                                            |                                                                            |                                                                            |
| 2009-10 | U-14                                                                       | 1996                                                                       | «Шахтёр» (Донецк)                                                          | РВУФК (Киев)                                                               | «Металлург» (Запорожье)                                                    | Виктор Коваленко («Шахтёр»)                                                | [ 9 ]                                                                      |
| 2009-10 | U-15                                                                       | 1995                                                                       | «Динамо» (Киев)                                                            | «Черноморец» (Одесса)                                                      | «Шахтёр» (Донецк)                                                          | Дмитрий Билоног («Шахтёр»)                                                 | [ 10 ]                                                                     |
| 2009-10 | U-16                                                                       | 1994                                                                       | «Шахтёр» (Донецк)                                                          | «Металлист» (Харьков)                                                      | «BRW-ВИК» (Владимир-Волынский)                                             | Владлен Юрченко («Шахтёр»)                                                 | [ 11 ]                                                                     |
| 2009-10 | U-17                                                                       | 1993                                                                       | «Динамо» (Киев)                                                            | «Шахтёр» (Донецк)                                                          | РВУФК (Киев)                                                               | Александр Гарбар (РВУФК)                                                   | [ 12 ]                                                                     |
|         |                                                                            |                                                                            |                                                                            |                                                                            |                                                                            |                                                                            |                                                                            |
| 2010-11 | U-14                                                                       | 1997                                                                       | «Карпаты» (Львов)                                                          | «Шахтёр» (Донецк)                                                          | «Динамо» (Киев)                                                            | Виктор Цыганков («Динамо»)                                                 | [ 13 ]                                                                     |
| 2010-11 | U-15                                                                       | 1996                                                                       | «Шахтёр» (Донецк)                                                          | РВУФК (Киев)                                                               | «Динамо» (Киев)                                                            | Виктор Коваленко («Шахтёр»)                                                | [ 14 ]                                                                     |
| 2010-11 | U-16                                                                       | 1995                                                                       | «Динамо» (Киев)                                                            | «УФК» (Львов)                                                              | «Карпаты» (Львов)                                                          | Игорь Харатин («Динамо»)                                                   | [ 15 ]                                                                     |
| 2010-11 | U-17                                                                       | 1994                                                                       | «Шахтёр» (Донецк)                                                          | «Ильичёвец» (Мариуполь)                                                    | «BRW-ВИК» (Владимир-Волынский)                                             | Александр Лучик («Ильичёвец»)                                              | [ 16 ]                                                                     |
|         |                                                                            |                                                                            |                                                                            |                                                                            |                                                                            |                                                                            |                                                                            |
| 2011-12 | U-14                                                                       | 1998                                                                       | «Металлист» (Харьков)                                                      | «Динамо» (Киев)                                                            | «BRW-ВИК» (Владимир-Волынский)                                             | Владислав Игнатенко («Металлист»)                                          | [ 17 ]                                                                     |
| 2011-12 | U-15                                                                       | 1997                                                                       | «Шахтёр» (Донецк)                                                          | «Карпаты» (Львов)                                                          | «Динамо» (Киев)                                                            | Александр Пихалёнок («Шахтёр»)                                             | [ 18 ]                                                                     |
| 2011-12 | U-16                                                                       | 1996                                                                       | «Шахтёр» (Донецк)                                                          | «Динамо» (Киев)                                                            | «УФК» (Львов)                                                              | Андрей Борячук («Шахтёр»)                                                  | [ 19 ]                                                                     |
| 2011-12 | U-17                                                                       | 1995                                                                       | «Шахтёр» (Донецк)                                                          | «Динамо» (Киев)                                                            | «Черноморец» (Одесса)                                                      | Артур Миранян («Шахтёр»)                                                   | [ 20 ]                                                                     |
|         |                                                                            |                                                                            |                                                                            |                                                                            |                                                                            |                                                                            |                                                                            |
| 2012-13 | U-14                                                                       | 1999                                                                       | «Шахтёр» (Донецк)                                                          | «УФК» (Львов)                                                              | «Динамо» (Киев)                                                            | Валерий Бондарь («Шахтёр»)                                                 | [ 21 ]                                                                     |
| 2012-13 | U-15                                                                       | 1998                                                                       | «УФК» (Днепропетровск)                                                     | «Шахтёр» (Донецк)                                                          | «Металлист» (Харьков)                                                      | Даниил Лесовой («Динамо»)                                                  | [ 21 ]                                                                     |
| 2012-13 | U-16                                                                       | 1997                                                                       | «Динамо» (Киев)                                                            | «Шахтёр» (Донецк)                                                          | «Ильичёвец» (Мариуполь)                                                    |                                                                            | [ 22 ]                                                                     |
| 2012-13 | U-17                                                                       | 1996                                                                       | «Шахтёр» (Донецк)                                                          | «УФК» (Львов)                                                              | «Динамо» (Киев)                                                            |                                                                            | [ 23 ]                                                                     |
|         |                                                                            |                                                                            |                                                                            |                                                                            |                                                                            |                                                                            |                                                                            |
| 2013-14 | U-14                                                                       | 2000                                                                       | «Шахтёр» (Донецк)                                                          | «УФК» (Львов)                                                              | «Динамо» (Киев)                                                            | Евгений Исаенко (ВОДЮСШ)                                                   | [ 24 ]                                                                     |
| 2013-14 | U-15                                                                       | 1999                                                                       | «Шахтёр» (Донецк)                                                          | РВУФК (Киев)                                                               | «Металлург» (Запорожье)                                                    | Денис Попов (РВУФК)                                                        | [ 24 ]                                                                     |
| 2013-14 | U-16                                                                       | 1998                                                                       | «Динамо» (Киев)                                                            | «Карпаты» (Львов)                                                          | «Металлист» (Харьков)                                                      | Ренат Мочуляк («Динамо»)                                                   | [ 24 ]                                                                     |
| 2013-14 | U-17                                                                       | 1997                                                                       | «Динамо» (Киев)                                                            | «Карпаты» (Львов)                                                          | «Шахтёр» (Донецк)                                                          | Александр Масалов («Динамо»)                                               | [ 25 ]                                                                     |
|         |                                                                            |                                                                            |                                                                            |                                                                            |                                                                            |                                                                            |                                                                            |
| 2014-15 | U-14                                                                       | 2001                                                                       | «Шахтёр» (Донецк)                                                          | «Динамо» (Киев)                                                            | «Карпаты» (Львов)                                                          | Викентий Волошин («Динамо»)                                                | [ 26 ]                                                                     |
| 2014-15 | U-15                                                                       | 2000                                                                       | «Динамо» (Киев)                                                            | «Черноморец» (Одесса)                                                      | «Днепр» (Днепропетровск)                                                   | Георгий Цитаишвили («Динамо»)                                              | [ 27 ]                                                                     |
| 2014-15 | U-16                                                                       | 1999                                                                       | «Динамо» (Киев)                                                            | «УФК-Карпаты» (Львов)                                                      | «Днепр» (Днепропетровск)                                                   | Валерий Бондарь («Шахтёр»)                                                 | [ 28 ]                                                                     |
| 2014-15 | U-17                                                                       | 1998                                                                       | «Металлург» (Запорожье)                                                    | «Динамо» (Киев)                                                            | «Днепр» (Днепропетровск)                                                   | Артём Козак («Динамо»)                                                     | [ 29 ]                                                                     |
|         |                                                                            |                                                                            |                                                                            |                                                                            |                                                                            |                                                                            |                                                                            |
| 2015-16 | U-14                                                                       | 2002                                                                       | «Шахтёр» (Донецк)                                                          | «Динамо» (Киев)                                                            | «Смена-Оболонь» (Киев)                                                     | Роман Шиш («Шахтёр»)                                                       | [ 30 ]                                                                     |
| 2015-16 | U-15                                                                       | 2001                                                                       | «Динамо» (Киев)                                                            | «УФК-Карпаты» (Львов)                                                      | «Смена-Оболонь» (Киев)                                                     |                                                                            | [ 31 ]                                                                     |
| 2015-16 | U-16                                                                       | 2000                                                                       | «Динамо» (Киев)                                                            | «Шахтёр» (Донецк)                                                          | «Металлист» (Харьков)                                                      | Евгений Исаенко («Динамо»)                                                 | [ 32 ]                                                                     |
| 2015-16 | U-17                                                                       | 1999                                                                       | «Динамо» (Киев)                                                            | «Карпаты» (Львов)                                                          | «Шахтёр» (Донецк)                                                          | Алексей Хахлёв (Динамо)                                                    | [ 33 ]                                                                     |
|         |                                                                            |                                                                            |                                                                            |                                                                            |                                                                            |                                                                            |                                                                            |
| 2016-17 | U-14                                                                       | 2003                                                                       | «Динамо» (Киев)                                                            | «УФК-Карпаты» (Львов)                                                      | «Шахтёр» (Донецк)                                                          | Антон Боль («Динамо»)                                                      | [ 34 ] [ 35 ]                                                              |
| 2016-17 | U-15                                                                       | 2002                                                                       | «Динамо» (Киев)                                                            | «Шахтёр» (Донецк)                                                          | «УФК-Карпаты» (Львов)                                                      | Константин Вивчаренко («Динамо»)                                           | [ 36 ] [ 37 ] [ 38 ]                                                       |
| 2016-17 | U-16                                                                       | 2001                                                                       | «Динамо» (Киев)                                                            | «Металлург» (Запорожье)                                                    | «Днепр» (Днепр)                                                            | Викентий Волошин («Динамо»)                                                | [ 39 ] [ 40 ]                                                              |
| 2016-17 | U-17                                                                       | 2000                                                                       | «Динамо» (Киев)                                                            | «УФК-Карпаты» (Львов)                                                      | «Шахтёр» (Донецк)                                                          | Георгий Цитаишвили («Динамо»)                                              | [ 41 ] [ 42 ]                                                              |
|         |                                                                            |                                                                            |                                                                            |                                                                            |                                                                            |                                                                            |                                                                            |
| 2017-18 | U-14                                                                       | 2004                                                                       | «Шахтёр» (Донецк)                                                          | «Динамо» (Киев)                                                            | «Черноморец» (Одесса)                                                      | Иван Лосенко («Шахтёр»)                                                    | [ 43 ]                                                                     |
| 2017-18 | U-15                                                                       | 2003                                                                       | «Шахтёр» (Донецк)                                                          | «Динамо» (Киев)                                                            | «Буковина» (Черновцы)                                                      | Марк Мампасси («Шахтёр»)                                                   | [ 44 ]                                                                     |
| 2017-18 | U-16                                                                       | 2002                                                                       | «Динамо» (Киев)                                                            | «Шахтёр» (Донецк)                                                          | «Днепр» (Днепр)                                                            | Виктор Близниченко («Динамо»)                                              | [ 45 ]                                                                     |
| 2017-18 | U-17                                                                       | 2001                                                                       | «Шахтёр» (Донецк)                                                          | «УФК-Карпаты» (Львов)                                                      | «Динамо» (Киев)                                                            |                                                                            |                                                                            |
|         |                                                                            |                                                                            |                                                                            |                                                                            |                                                                            |                                                                            |                                                                            |
| 2018-19 | U-14                                                                       | 2005                                                                       | «Шахтёр» (Донецк)                                                          | «Динамо» (Киев)                                                            | «УФК-Карпаты» (Львов)                                                      |                                                                            | [ 46 ]                                                                     |
| 2018-19 | U-15                                                                       | 2004                                                                       | «Шахтёр» (Донецк)                                                          | «Карпаты» (Львов)                                                          | «Динамо» (Киев)                                                            |                                                                            | [ 47 ]                                                                     |
| 2018-19 | U-16                                                                       | 2003                                                                       | «Шахтёр» (Донецк)                                                          | «Скала» (Моршин)                                                           | «Днепр» (Днепр)                                                            |                                                                            | [ 48 ]                                                                     |
| 2018-19 | U-17                                                                       | 2002                                                                       | «Шахтёр» (Донецк)                                                          | «Смена-Оболонь» (Киев)                                                     | «Динамо» (Киев)                                                            |                                                                            | [ 49 ]                                                                     |
|         |                                                                            |                                                                            |                                                                            |                                                                            |                                                                            |                                                                            |                                                                            |
| 2019-20 | В связи с пандемией COVID-19: Призеры в данном сезоне — не были определены | В связи с пандемией COVID-19: Призеры в данном сезоне — не были определены | В связи с пандемией COVID-19: Призеры в данном сезоне — не были определены | В связи с пандемией COVID-19: Призеры в данном сезоне — не были определены | В связи с пандемией COVID-19: Призеры в данном сезоне — не были определены | В связи с пандемией COVID-19: Призеры в данном сезоне — не были определены | В связи с пандемией COVID-19: Призеры в данном сезоне — не были определены |

###### Элит лига (с 2020)
| Сезон   | Возраст участников                        | Год рождения                              | Чемпион                                                                                                  | 2-е место                                                                                                | 3-е место                                                                                                | Лучший игрок финального турнира                                                                          | Ист. |
| ------- | ----------------------------------------- | ----------------------------------------- | --- | --- | --- | --- | --- |
|         |                                           |                                           | | | | | |
| 2020-21 | U-14                                      | 2007                                      | «Шахтёр» (Донецк)                                                                                        | «УФК-Карпаты» (Львов)                                                                                    | «Динамо» (Киев)                                                                                          | | [ 51 ]                                                                                                   |
| 2020-21 | U-15                                      | 2006                                      | «Динамо» (Киев)                                                                                          | «Днепр» (Днепр)                                                                                          | «Шахтёр» (Донецк)                                                                                        | | [ 52 ]                                                                                                   |
| 2020-21 | U-16                                      | 2005                                      | «ДВУФК» (Днепр)                                                                                          | «Динамо» (Киев)                                                                                          | «УФК-Карпаты» (Львов)                                                                                    | | [ 53 ]                                                                                                   |
| 2020-21 | U-17                                      | 2004                                      | «Шахтёр» (Донецк)                                                                                        | «Динамо» (Киев)                                                                                          | «Карпаты» (Львов)                                                                                        | | [ 54 ]                                                                                                   |
|         |                                           |                                           | | | | | |
| 2021-22 | U-14                                      | 2008                                      | Из-за полномасштабного российского вторжения на Украину сезон завершен досрочно без определения призеров | Из-за полномасштабного российского вторжения на Украину сезон завершен досрочно без определения призеров | Из-за полномасштабного российского вторжения на Украину сезон завершен досрочно без определения призеров | Из-за полномасштабного российского вторжения на Украину сезон завершен досрочно без определения призеров | Из-за полномасштабного российского вторжения на Украину сезон завершен досрочно без определения призеров |
| 2021-22 | U-15                                      | 2007                                      | Из-за полномасштабного российского вторжения на Украину сезон завершен досрочно без определения призеров | Из-за полномасштабного российского вторжения на Украину сезон завершен досрочно без определения призеров | Из-за полномасштабного российского вторжения на Украину сезон завершен досрочно без определения призеров | Из-за полномасштабного российского вторжения на Украину сезон завершен досрочно без определения призеров | Из-за полномасштабного российского вторжения на Украину сезон завершен досрочно без определения призеров |
| 2021-22 | U-16                                      | 2006                                      | Из-за полномасштабного российского вторжения на Украину сезон завершен досрочно без определения призеров | Из-за полномасштабного российского вторжения на Украину сезон завершен досрочно без определения призеров | Из-за полномасштабного российского вторжения на Украину сезон завершен досрочно без определения призеров | Из-за полномасштабного российского вторжения на Украину сезон завершен досрочно без определения призеров | Из-за полномасштабного российского вторжения на Украину сезон завершен досрочно без определения призеров |
| 2021-22 | U-17                                      | 2005                                      | Из-за полномасштабного российского вторжения на Украину сезон завершен досрочно без определения призеров | Из-за полномасштабного российского вторжения на Украину сезон завершен досрочно без определения призеров | Из-за полномасштабного российского вторжения на Украину сезон завершен досрочно без определения призеров | Из-за полномасштабного российского вторжения на Украину сезон завершен досрочно без определения призеров | Из-за полномасштабного российского вторжения на Украину сезон завершен досрочно без определения призеров |
|         |                                           |                                           | | | | | |
| 2022-23 | Соревнования в данном сезоне не проходили | Соревнования в данном сезоне не проходили | Соревнования в данном сезоне не проходили                                                                | Соревнования в данном сезоне не проходили                                                                | Соревнования в данном сезоне не проходили                                                                | Соревнования в данном сезоне не проходили                                                                | Соревнования в данном сезоне не проходили                                                                |
|         |                                           |                                           | | | | | |
| 2023-24 | U-14                                      | 2010                                      | «Шахтёр» (Донецк)                                                                                        | «Динамо» (Киев)                                                                                          | «Рух» (Львов)                                                                                            | | [ 55 ]                                                                                                   |
| 2023-24 | U-15                                      | 2009                                      | «Шахтёр» (Донецк)                                                                                        | «Мункач» (Мукачево)                                                                                      | «Динамо» (Киев)                                                                                          | | [ 56 ]                                                                                                   |
| 2023-24 | U-16                                      | 2008                                      | «Шахтёр» (Донецк)                                                                                        | «Динамо» (Киев)                                                                                          | «Рух» (Львов)                                                                                            | | [ 57 ]                                                                                                   |
| 2023-24 | U-17                                      | 2007                                      | «УФК-Карпаты» (Львов)                                                                                    | «Шахтёр» (Донецк)                                                                                        | «Кривбасс» (Кривой Рог)                                                                                  | | [ 58 ]                                                                                                   |
|         |                                           |                                           | | | | | |
| 2024-25 | U-14                                      | 2011                                      | | | | | |
| 2024-25 | U-15                                      | 2010                                      | | | | | |
| 2024-25 | U-16                                      | 2009                                      | | | | | |
| 2024-25 | U-17                                      | 2008                                      | | | | | |

##### Уровень ІІ

###### Первая лига (2000—2020)
| Сезон   | Возраст участников                                                         | Чемпион                                                                    | 2-е место                                                                  | 3-е место                                                                  | Ист.                                                                       |  |
| ------- | -------------------------------------------------------------------------- | -------------------------------------------------------------------------- | -------------------------------------------------------------------------- | -------------------------------------------------------------------------- | -------------------------------------------------------------------------- |  |
|         |                                                                            |                                                                            |                                                                            |                                                                            |                                                                            |  |
| 2000-01 | U-15                                                                       | ВПУ-21 (Ивано-Франковск)                                                   | «Черноморец» (Одесса)                                                      | «Колос» (Никополь)                                                         |                                                                            |  |
| 2000-01 | U-17                                                                       | ДЮСШ Ужгород                                                               | «Кривбасс-2» (Кривой Рог)                                                  | ДЮСШ-9 Харьков                                                             |                                                                            |  |
|         |                                                                            |                                                                            |                                                                            |                                                                            |                                                                            |  |
| 2001-02 | U-14                                                                       | «Самара-Метеорит» (Павлоград)                                              | «Олимпия» (Бахмач)                                                         | «Днепр-75» (Днепропетровск)                                                |                                                                            |  |
| 2001-02 | U-15                                                                       | ДЮСШ Лубны                                                                 | «Локомотив» (Харьков)                                                      | «Донбасс» (Донецк)                                                         |                                                                            |  |
| 2001-02 | U-16                                                                       | «Изотоп» (Кузнецовск)                                                      | ДЮСШ-9 Одесса                                                              | «Звезда» (Запорожье)                                                       |                                                                            |  |
| 2001-02 | U-17                                                                       | «Донбасс» (Донецк)                                                         | ДЮСШ Ужгород                                                               | ДЮСШ-9 Одесса                                                              |                                                                            |  |
|         |                                                                            |                                                                            |                                                                            |                                                                            |                                                                            |  |
| 2002-03 | U-14                                                                       | СДЮШОР-4 Львов                                                             | «Рось-Смена» (Белая Церковь)                                               | «Магарач» (Харьковская область)                                            |                                                                            |  |
| 2002-03 | U-15                                                                       | «Славутич»                                                                 | «Днепр-75» (Днепропетровск)                                                | «Самара-Метеорит» (Павлоград)                                              |                                                                            |  |
| 2002-03 | U-16                                                                       | «Прикарпатье» (Ивано-Франковск)                                            | ДЮСШ-2 Кировоград                                                          | «Юнга-Чёрное море» (Одесса)                                                |                                                                            |  |
| 2002-03 | U-17                                                                       | «Буковина» (Черновцы)                                                      | ДЮСШ Конотоп                                                               | «Юность» (Луганск)                                                         |                                                                            |  |
| 2002-03 | U-19                                                                       | «Шахтёр» (Донецк)                                                          | «Кривбасс» (Кривой Рог)                                                    | «Таврия» (Симферополь)                                                     | [ 59 ]                                                                     |  |
|         |                                                                            |                                                                            |                                                                            |                                                                            |                                                                            |  |
| 2003-04 | U-14                                                                       | «Черкассы»                                                                 | «Днепр-75» (Днепропетровск)                                                | «Украина» (Луцк)                                                           |                                                                            |  |
| 2003-04 | U-15                                                                       | «Магарач» (Харьковская область)                                            | СДЮШОР-4 Львов                                                             | ДЮСШ Овидиополь                                                            |                                                                            |  |
| 2003-04 | U-16                                                                       | «Самара-Метеорит» (Павлоград)                                              | ДЮСШ Севастополь                                                           | «Гарт-Рось» (Ирпень)                                                       |                                                                            |  |
| 2003-04 | U-17                                                                       | «Прикарпатье» (Ивано-Франковск)                                            | ДЮСШ-2 Кировоград                                                          | «Донбасс» (Донецк)                                                         |                                                                            |  |
| 2003-04 | U-19                                                                       | «Таврия» (Симферополь)                                                     | «Шахтёр» (Донецк)                                                          | «Александрия»                                                              | [ 59 ]                                                                     |  |
|         |                                                                            |                                                                            |                                                                            |                                                                            |                                                                            |  |
| 2004-05 | U-15                                                                       | ?                                                                          | ?                                                                          | ?                                                                          |                                                                            |  |
| 2004-05 | U-17                                                                       | «Нива» (Винница)                                                           | «Металлург» (Запорожье)                                                    | ДЮСШ Севастополь                                                           |                                                                            |  |
| 2004-05 | U-19                                                                       | «Александрия»                                                              | «Кривбасс» (Кривой Рог)                                                    | «Локомотив» (Одесса)                                                       | [ 59 ]                                                                     |  |
|         |                                                                            |                                                                            |                                                                            |                                                                            |                                                                            |  |
| 2005-06 | U-15                                                                       | «Бершадь»                                                                  | «Электрометаллург-НЗФ» (Никополь)                                          | «Рух» (Винники)                                                            |                                                                            |  |
| 2005-06 | U-17                                                                       | КОЛИФКС (Костополь)                                                        | «Иста» (Днепропетровск)                                                    | «Металлург» (Запорожье)                                                    |                                                                            |  |
| 2005-06 | U-19                                                                       | «Горизонт» (Никополь)                                                      | «Локомотив» (Одесса)                                                       | «Лужаны» (Черновицкая область)                                             | [ 59 ]                                                                     |  |
|         |                                                                            |                                                                            |                                                                            |                                                                            |                                                                            |  |
| 2006-07 | U-15                                                                       | «Электрон» (Ромны)                                                         | «Металлург» (Запорожье)                                                    | «Юбилейный» (Днепропетровск)                                               |                                                                            |  |
| 2006-07 | U-17                                                                       | «Черкассы»                                                                 | «Динамо» (Запорожье)                                                       | «Нива» (Винница)                                                           |                                                                            |  |
|         |                                                                            |                                                                            |                                                                            |                                                                            |                                                                            |  |
| 2007-08 | U-15                                                                       | ?                                                                          | ?                                                                          | ?                                                                          |                                                                            |  |
| 2007-08 | U-17                                                                       | «Кристалл» (Херсон)                                                        | «Надежда» (Тернопольская область)                                          | «Десна» (Чернигов)                                                         |                                                                            |  |
|         |                                                                            |                                                                            |                                                                            |                                                                            |                                                                            |  |
| 2008-09 | U-15                                                                       | «Еднисть» (Плиски)                                                         | «Азовсталь» (Мариуполь)                                                    | «Львов»                                                                    |                                                                            |  |
| 2008-09 | U-17                                                                       | «Азовсталь» (Мариуполь)                                                    | «Гарт-Рось» (Ирпень)                                                       | ДЮСШ Хмельницкий                                                           |                                                                            |  |
|         |                                                                            |                                                                            |                                                                            |                                                                            |                                                                            |  |
| 2009-10 | U-15                                                                       | ДЮСШ-12 (Днепропетровск)                                                   | «Буковина» (Черновцы)                                                      | «Сталь» (Алчевск)                                                          |                                                                            |  |
| 2009-10 | U-17                                                                       | «Ворскла» (Полтава)                                                        | «Аметист» (Александрия)                                                    | «Скала» (Моршин)                                                           |                                                                            |  |
|         |                                                                            |                                                                            |                                                                            |                                                                            |                                                                            |  |
| 2010-11 | U-15                                                                       | «Мал» (Коростень)                                                          | «Металлург» (Запорожье)                                                    | «Заря» (Луганск)                                                           |                                                                            |  |
| 2010-11 | U-17                                                                       | ?                                                                          | ?                                                                          | ?                                                                          |                                                                            |  |
|         |                                                                            |                                                                            |                                                                            |                                                                            |                                                                            |  |
| 2011-12 | U-15                                                                       | МФА (Мукачево)                                                             | СК Крым (Алушта)                                                           | «Шахтёр» (Кривой Рог)                                                      |                                                                            |  |
| 2011-12 | U-17                                                                       | «Азовсталь» (Мариуполь)                                                    | «Черкассы»                                                                 | «Ника» (Ивано-Франковск)                                                   |                                                                            |  |
|         |                                                                            |                                                                            |                                                                            |                                                                            |                                                                            |  |
| 2012-13 | U-15                                                                       | ДЮСШ-15 (Киев)                                                             | «Прикарпатье» (Ивано-Франковск)                                            | «Шахтёр» (Кривой Рог)                                                      |                                                                            |  |
| 2012-13 | U-17                                                                       | «Ворскла» (Полтава)                                                        | «Металлург» (Запорожье)                                                    | «Спартак» (Симферополь)                                                    |                                                                            |  |
|         |                                                                            |                                                                            |                                                                            |                                                                            |                                                                            |  |
| 2013-14 | U-15                                                                       | «Звезда» (Кировоград)                                                      | МФА (Мукачево)                                                             | ДЮСШ Херсон                                                                |                                                                            |  |
| 2013-14 | U-17                                                                       | «Одесса»                                                                   | «Ворскла» (Полтава)                                                        | «Тернополь»                                                                |                                                                            |  |
|         |                                                                            |                                                                            |                                                                            |                                                                            |                                                                            |  |
| 2014-15 | U-15                                                                       | «Металлург» (Запорожье)                                                    | «Нива» (Винница)                                                           | «Чайка» (Вышгород)                                                         |                                                                            |  |
| 2014-15 | U-17                                                                       | «Молодь» (Полтава)                                                         | «Полесье» (Житомир)                                                        | «Шахтёр» (Кривой Рог)                                                      |                                                                            |  |
|         |                                                                            |                                                                            |                                                                            |                                                                            |                                                                            |  |
| 2015-16 | U-15                                                                       | «Арсенал» (Харьков)                                                        | «Прикарпатье» (Ивано-Франковск)                                            | «Десна» (Чернигов)                                                         |                                                                            |  |
| 2015-16 | U-17                                                                       | «Горняк» (Кривой Рог)                                                      | КОЛИФКС (Костополь)                                                        | «Чайка» (Вышгород)                                                         |                                                                            |  |
|         |                                                                            |                                                                            |                                                                            |                                                                            |                                                                            |  |
| 2016-17 | U-15                                                                       | «Барса» (Сумы)                                                             | «Тернополь»                                                                | «Мал» (Коростень)                                                          |                                                                            |  |
| 2016-17 | U-17                                                                       | «Колос» (Ковалёвка)                                                        | «Металлург» (Запорожье)                                                    | «Тернополь»                                                                |                                                                            |  |
| 2016-17 | U-19                                                                       | «Черкасский Днепр» (Черкассы)                                              | «Львов»                                                                    | «УФК-Олимпик» (Харьков)                                                    | [ 59 ]                                                                     |  |
|         |                                                                            |                                                                            |                                                                            |                                                                            |                                                                            |  |
| 2017-18 | U-15                                                                       | «Кривбасс» (Кривой Рог)                                                    | «Подолье» (Хмельницкий)                                                    | «Чайка» (Вышгород)                                                         |                                                                            |  |
| 2017-18 | U-17                                                                       | ДВУОР (Донецк)                                                             | «Подолье» (Хмельницкий)                                                    | «Металлург» (Запорожье)                                                    |                                                                            |  |
| 2017-18 | U-19                                                                       | «Оболонь-Бровар» (Киев)                                                    | «Черкасский Днепр» (Черкассы)                                              | «Буковина» (Черновцы)                                                      | [ 60 ]                                                                     |  |
|         |                                                                            |                                                                            |                                                                            |                                                                            |                                                                            |  |
| 2018-19 | U-15                                                                       | «Полесье» (Житомир)                                                        | «Буковина» (Черновцы)                                                      | «Молодь» (Полтава)                                                         |                                                                            |  |
| 2018-19 | U-17                                                                       | «Металлург» (Запорожье)                                                    | МФА (Мукачево)                                                             | «Николаев»                                                                 |                                                                            |  |
| 2018-19 | U-19                                                                       | «Днепр-1» (Днепр)                                                          | «Авангард» (Краматорск)                                                    | «Колос» (Ковалёвка)                                                        | [ 61 ] [ 62 ]                                                              |  |
|         |                                                                            |                                                                            |                                                                            |                                                                            |                                                                            |  |
| 2019-20 | В связи с пандемией COVID-19: Призеры в данном сезоне — не были определены | В связи с пандемией COVID-19: Призеры в данном сезоне — не были определены | В связи с пандемией COVID-19: Призеры в данном сезоне — не были определены | В связи с пандемией COVID-19: Призеры в данном сезоне — не были определены | В связи с пандемией COVID-19: Призеры в данном сезоне — не были определены |  |

Первая лига (с 2020, только U-19)
| Сезон   | Возраст участников                        | Чемпион                                                                                                 | 2-е место                                                                                               | 3-е место                                                                                               | Ист. | |
| ------- | ----------------------------------------- | --- | --- | --- | --- | --- |
|         |                                           | | | | | |
| 2020-21 | U-19                                      | «Авангард» (Харьков)                                                                                    | «Любомир» (Ставище)                                                                                     | «Прикарпатье» (Ивано-Франковск)                                                                         | [ 63 ] [ 64 ]                                                                                           | |
|         |                                           | | | | | |
| 2021-22 | U-19                                      | Из-за полномасштабного российского вторжения в Украину сезон завершен досрочно без определения призеров | Из-за полномасштабного российского вторжения в Украину сезон завершен досрочно без определения призеров | Из-за полномасштабного российского вторжения в Украину сезон завершен досрочно без определения призеров | Из-за полномасштабного российского вторжения в Украину сезон завершен досрочно без определения призеров | Из-за полномасштабного российского вторжения в Украину сезон завершен досрочно без определения призеров |
|         |                                           | | | | | |
| 2022-23 | Соревнования в данном сезоне не проходили | Соревнования в данном сезоне не проходили                                                               | Соревнования в данном сезоне не проходили                                                               | Соревнования в данном сезоне не проходили                                                               | Соревнования в данном сезоне не проходили                                                               | |
|         |                                           | | | | | |
| 2023-24 | U-19                                      | «Динамо» (Киев)                                                                                         | «Нива» (Винница)                                                                                        | «Ингулец» (Петрово)                                                                                     | [ 65 ]                                                                                                  | |
|         |                                           | | | | | |
| 2024-25 | U-19                                      | «Динамо» (Киев)                                                                                         | «Буковина» (Черновцы)                                                                                   | «Полесье» (Житомир)                                                                                     | [ 66 ]                                                                                                  | |

###### Высшая лига (с 2020)
| Сезон   | Возраст участников                        | Год рождения                              | Чемпион                                                                                                 | 2-е место                                                                                               | 3-е место                                                                                               | Ист. |
| ------- | ----------------------------------------- | ----------------------------------------- | --- | --- | --- | --- |
|         |                                           |                                           | | | | |
| 2020-21 | U-14                                      | 2007                                      | «Юность» (Чернигов)                                                                                     | «Звезда» (Кропивницкий)                                                                                 | «Чемпион» (Киев)                                                                                        | [ 67 ]                                                                                                  |
| 2020-21 | U-15                                      | 2006                                      | «Локомотив» (Киев)                                                                                      | «Ворскла» (Полтава)                                                                                     | «Металлист 1925» (Харьков)                                                                              | [ 68 ]                                                                                                  |
| 2020-21 | U-16                                      | 2005                                      | «Диназ» (Вышгород)                                                                                      | «Барса» (Сумы)                                                                                          | «Прикарпатье» (Ивано-Франковск)                                                                         | [ 69 ]                                                                                                  |
| 2020-21 | U-17                                      | 2004                                      | «Юность» (Чернигов)                                                                                     | «Горняк» (Кривой Рог)                                                                                   | «Буковина» (Черновцы)                                                                                   | [ 70 ]                                                                                                  |
|         |                                           |                                           | | | | |
| 2021-22 | U-14                                      | 2008                                      | Из-за полномасштабного российского вторжения в Украину сезон завершен досрочно без определения призеров | Из-за полномасштабного российского вторжения в Украину сезон завершен досрочно без определения призеров | Из-за полномасштабного российского вторжения в Украину сезон завершен досрочно без определения призеров | Из-за полномасштабного российского вторжения в Украину сезон завершен досрочно без определения призеров |
| 2021-22 | U-15                                      | 2007                                      | Из-за полномасштабного российского вторжения в Украину сезон завершен досрочно без определения призеров | Из-за полномасштабного российского вторжения в Украину сезон завершен досрочно без определения призеров | Из-за полномасштабного российского вторжения в Украину сезон завершен досрочно без определения призеров | Из-за полномасштабного российского вторжения в Украину сезон завершен досрочно без определения призеров |
| 2021-22 | U-16                                      | 2006                                      | Из-за полномасштабного российского вторжения в Украину сезон завершен досрочно без определения призеров | Из-за полномасштабного российского вторжения в Украину сезон завершен досрочно без определения призеров | Из-за полномасштабного российского вторжения в Украину сезон завершен досрочно без определения призеров | Из-за полномасштабного российского вторжения в Украину сезон завершен досрочно без определения призеров |
| 2021-22 | U-17                                      | 2005                                      | Из-за полномасштабного российского вторжения в Украину сезон завершен досрочно без определения призеров | Из-за полномасштабного российского вторжения в Украину сезон завершен досрочно без определения призеров | Из-за полномасштабного российского вторжения в Украину сезон завершен досрочно без определения призеров | Из-за полномасштабного российского вторжения в Украину сезон завершен досрочно без определения призеров |
|         |                                           |                                           | | | | |
| 2022-23 | Соревнования в данном сезоне не проходили | Соревнования в данном сезоне не проходили | Соревнования в данном сезоне не проходили                                                               | Соревнования в данном сезоне не проходили                                                               | Соревнования в данном сезоне не проходили                                                               | Соревнования в данном сезоне не проходили                                                               |
| 2023-24 | Объединении с Элит лигой                  | Объединении с Элит лигой                  | Объединении с Элит лигой                                                                                | Объединении с Элит лигой                                                                                | Объединении с Элит лигой                                                                                | Объединении с Элит лигой                                                                                |
|         |                                           |                                           | | | | |
| 2024-25 | U-14                                      | 2011                                      | | | | |
| 2024-25 | U-15                                      | 2010                                      | | | | |
| 2024-25 | U-16                                      | 2009                                      | | | | |
| 2024-25 | U-17                                      | 2008                                      | | | | |

##### Уровень ІІІ

###### Первая лига (с 2020)
| Сезон   | Возраст участников                        | Чемпион                                                                                                 | 2-е место                                                                                               | 3-е место                                                                                               | Ист. |  |
| ------- | ----------------------------------------- | --- | --- | --- | --- |  |
|         |                                           | | | | |  |
| 2020-21 | U-15                                      | «Минай» (Минай)                                                                                         | «Подол» (Киев)                                                                                          | «Пальмира» (Одесса)                                                                                     | [ 71 ]                                                                                                  |  |
| 2020-21 | U-17                                      | ТОДЮСШ (Копычинцы)                                                                                      | «Любомир» (Ставище)                                                                                     | «Люботин» (Люботин)                                                                                     | [ 72 ]                                                                                                  |  |
|         |                                           | | | | |  |
| 2021-22 | U-15                                      | Из-за полномасштабного российского вторжения в Украину сезон завершен досрочно без определения призеров | Из-за полномасштабного российского вторжения в Украину сезон завершен досрочно без определения призеров | Из-за полномасштабного российского вторжения в Украину сезон завершен досрочно без определения призеров | Из-за полномасштабного российского вторжения в Украину сезон завершен досрочно без определения призеров |  |
| 2021-22 | U-17                                      | Из-за полномасштабного российского вторжения в Украину сезон завершен досрочно без определения призеров | Из-за полномасштабного российского вторжения в Украину сезон завершен досрочно без определения призеров | Из-за полномасштабного российского вторжения в Украину сезон завершен досрочно без определения призеров | Из-за полномасштабного российского вторжения в Украину сезон завершен досрочно без определения призеров |  |
|         |                                           | | | | |  |
| 2022-23 | Соревнования в данном сезоне не проходили | Соревнования в данном сезоне не проходили                                                               | Соревнования в данном сезоне не проходили                                                               | Соревнования в данном сезоне не проходили                                                               | Соревнования в данном сезоне не проходили                                                               |  |
|         |                                           | | | | |  |
| 2023-24 | U-15                                      | «Нива-2» (Винница)                                                                                      | «Рось» (Белая Церковь)                                                                                  | «Еврошпон» (Смыга)                                                                                      | [ 73 ]                                                                                                  |  |
| 2023-24 | U-17                                      | «Вишнёвое» (Вишнёвое)                                                                                   | «Верес» (Ровно)                                                                                         | «Нива-2» (Винница)                                                                                      | [ 74 ]                                                                                                  |  |
|         |                                           | | | | |  |
| 2024-25 | U-15                                      | | | | |  |
| 2024-25 | U-17                                      | | | | |  |

#### Кубок
Зимний Кубок ДЮФЛ Украины
Традиционный юношеский турнир по футболу «Зимний кубок ДЮФЛУ» проводится на Украине с 2016 года. В дебютном розыгрыше принимали участие 33 лучшие детско-юношеские футбольные школы Украины (в возрастной категории U-16). В 2018 году впервые стартовал Всеукраинский турнир по футболу «Зимний кубок ДЮФЛУ среди юниоров U-19». В 2022 году впервые к турниру привлекли четыре возрастных категории, а в 2023 году после завершения традиционного кубка — руководство в связи с отсутствием чемпионата, решило в период с апреля по июнь провести еще просто кубок ДЮФЛУ.
| Сезон        | Возраст участников | Обладатель                                                                    | Финалист                                                                      | 3-е место                                                                     | Ист.                 |  |
| ------------ | ------------------ | ----------------------------------------------------------------------------- | ----------------------------------------------------------------------------- | ----------------------------------------------------------------------------- | -------------------- |  |
|              |                    |                                                                               |                                                                               |                                                                               |                      |  |
| Зимний Кубок |                    |                                                                               |                                                                               |                                                                               |                      |  |
| 2016         | U-16               | «Динамо» (Киев)                                                               | «УФК-Карпаты» (Львов)                                                         | «Черноморец» (Одесса)                                                         | [ 77 ]               |  |
|              |                    |                                                                               |                                                                               |                                                                               |                      |  |
| 2017         | U-16               | «Динамо» (Киев)                                                               | Сборная Киева                                                                 | «Металлург» (Запорожье)                                                       | [ 78 ] [ 79 ]        |  |
|              |                    |                                                                               |                                                                               |                                                                               |                      |  |
| 2018         | U-16               | «Динамо» (Киев)                                                               | «Шахтёр» (Донецк)                                                             | ФК «Днепр»                                                                    | [ 80 ] [ 81 ]        |  |
| 2018         | U-19               | «Ворскла» (Полтава)                                                           | «Звезда» (Кропивницкий)                                                       | «Скала» (Моршин)                                                              | [ 82 ]               |  |
|              |                    |                                                                               |                                                                               |                                                                               |                      |  |
| 2019         | U-16               | «Динамо» (Киев)                                                               | «Шахтёр» (Донецк)                                                             | ФК «Львов»                                                                    | [ 83 ]               |  |
|              |                    |                                                                               |                                                                               |                                                                               |                      |  |
| 2020         | U-16               | «Шахтёр» (Донецк)                                                             | «Шахтёр-2» (Донецк)                                                           | «Карпаты» (Львов)                                                             | [ 84 ]               |  |
| 2020         | U-19               | В связи с пандемией COVID-19: Призеры в данной категории — не были определены | В связи с пандемией COVID-19: Призеры в данной категории — не были определены | В связи с пандемией COVID-19: Призеры в данной категории — не были определены | [ 85 ] [ 86 ] [ 50 ] |  |
|              |                    |                                                                               |                                                                               |                                                                               |                      |  |
| 2022/23      | U-14               | ДЮСШ «Атлет» (Киев)                                                           | «Нива» (Винница)                                                              | —                                                                             | [ 87 ]               |  |
| 2022/23      | U-15               | ДЮСШ «Атлет» (Киев)                                                           | «УФК-Карпаты» (Львов)                                                         | —                                                                             | [ 88 ]               |  |
| 2022/23      | U-16               | «Металлист» (Харьков)                                                         | «Смена-Оболонь» (Киев)                                                        | —                                                                             | [ 87 ]               |  |
| 2022/23      | U-17 / U-19        | «Прикарпатье» (Ивано-Франковск)                                               | ДЮСШ «Атлет» (Киев)                                                           | —                                                                             | [ 88 ]               |  |
|              |                    |                                                                               |                                                                               |                                                                               |                      |  |
| 2024         | U-16               | «Рух» (Львов)                                                                 | «Динамо» (Киев)                                                               | —                                                                             | [ 89 ]               |  |
|              |                    |                                                                               |                                                                               |                                                                               |                      |  |
| 2025         | U-16               | «Рух» (Львов)                                                                 | «Левый берег» (Киев)                                                          | —                                                                             | [ 90 ]               |  |
|              |                    |                                                                               |                                                                               |                                                                               |                      |  |
| Кубок ДЮФЛУ  |                    |                                                                               |                                                                               |                                                                               |                      |  |
| 2023         | U-14               | «УФК-Кривбасс»                                                                | «УФК-Карпаты»                                                                 | —                                                                             | [ 92 ]               |  |
| 2023         | U-15               | «УФК-Карпаты»                                                                 | «УФК-Кривбасс»                                                                | —                                                                             | [ 92 ]               |  |
| 2023         | U-16               | «УФК-Кривбасс»                                                                | «УФК-Карпаты»                                                                 | —                                                                             | [ 92 ]               |  |
| 2023         | U-17 / U-19        | «Рух» (Львов)                                                                 | «Шахтёр» (Донецк)                                                             | —                                                                             | [ 92 ]               |  |